# Wiktor Brosz
Wiktor Brosz (ur. 22 lutego 1889 w Lamkowie koło Olsztyna, zm. 10 stycznia 1967 tamże) – działacz niemieckiego i polskiego ruchu robotniczego, SPD, KPD PPR i PZPR, sołtys i wójt Lamkowa, przewodniczący Gminnej Rady Narodowej (GRN), przewodniczący rolniczej spółdzielni produkcyjnej 1952–1956, ogrodnik.
Skończył 8 klas szkoły powszechnej, po czym pracował w rodzinnym gospodarstwie, a w 1908 wyjechał do Zagłębia Ruhry, gdzie do 1914 (z przerwą 1910–1912, gdy przebywał ponownie w Lamkowie) był górnikiem, a następnie pomocnikiem tokarza w Dortmundzie. Od 1912 działał w SPD. W 1915 zmobilizowany do niemieckiego wojska, 1918–1919 w obozie jenieckim we Francji. Po zwolnieniu udał się do Westfalii, a w 1920 wrócił do Lamkowa. W 1925 wstąpił do KPD. Zorganizował komórkę KPD w Lamkowie, którą następnie kierował, i był działaczem komunistycznym w powiecie olsztyńskim. Po dojściu Hitlera do władzy w 1933 i zdelegalizowaniu partii lewicowych został aresztowany, pobity i na 5 miesięcy uwięziony w Olsztynie. Po zwolnieniu pracował przy melioracji i budowie dróg. Po 1945 działał w PPR i PZPR i do 1952 był kolejno sołtysem, wójtem i przewodniczącym GRN w Lamkowie oraz sekretarzem gromadzkiej organizacji partyjnej. W styczniu 1947, podczas wyborów do Sejmu, był przewodniczącym Obwodowej Komisji Wyborczej w Lamkowie. 1951–1956 członek Komitetu Powiatowego (KP), a 1953–1955 Komitetu Wojewódzkiego (KW) PZPR w Olsztynie. Po utworzeniu spółdzielni rolniczej w Lamkowie 1952 został jej przewodniczącym do jej rozwiązania w 1956. W 1957 przeszedł na rentę dla zasłużonych. Był odznaczony Krzyżem Kawalerskim Orderu Odrodzenia Polski za działalność społeczną i osiągnięcia w zakresie stosowania nowoczesnych metod hodowli roślin.